# 1988：我想和这个世界谈谈
《1988：我想和这个世界谈谈》是中国作家韩寒所著的一部长篇小说。出版于2010年9月。

## 命名与发行
该书于2010年夏天完成。原计划在2010年7月6日出版的杂志《独唱团》中连载，但《独唱团》在仅发行一辑之后便告休刊。2010年9月，《1988：我想和这个世界谈谈》全文单独出版。书名原本定为《1988》，但日本小说家村上春树的畅销书《1Q84》恰好于同时面世。韩寒遂将新书序言的标题加入书名，称之为《1988——我想和这个世界谈谈》。

## 公路小说
首次开创了“公路小说”的新概念。

### 奖项
- 2011年1月获2010年《亚洲周刊》十大小说。[2]
- 2011年5月获2010年中国“十大图书”。[3]

## 《1988》限量版
韩寒对饱受争议的《1988》限量版卖出988元高价做出说明：“除了每一本将近一千的制作成本以外，我们还在书的最后送了价值3000元的十克千足金。‘书中自有黄金屋’，我用最直接最粗俗的方式印证一回。”